# Candlestick
Candlestick é uma técnica de análise gráfica de mercado, criada no Japão em meados do século XVIII, nas antigas bolsas de arroz de Osaka.

## História
No século XVIII os japoneses desenvolveram um método de análise técnica para analisar os preços de contratos futuros de arroz.
O arroz era a riqueza e os fazendeiros de todo o Japão, podiam mandar sacas de arroz que eram mantidas em armazéns, em troca, recebiam um cupom representativo do valor, o qual poderia ser vendido a qualquer momento. Apenas na bolsa Dojima operavam cerca de 1300 traders de arroz.
Candlestick é o nome ocidentalizado (em inglês), pelo qual esta técnica se tornou conhecida no mundo inteiro. Foi trazida ao ocidente pelo americano Steve Nison, investidor de Wall Street.
Atribui-se a Munehisa Honma o maior desenvolvimento desta técnica de análise. 
Ele não via a necessidade de se fazer presente em Osaka, comunicava as intruções de compra e venda por mensageiros. Diz a lenda que conseguiu 100 trades consecutivos vitoriosos. De suas teorias evoluiram as técnicas de candlestick que hoje são utilizadas e pesquisadas em todo o mundo.

## Características
O termo Candlestick (candelabro em inglês) se deve ao fato de os elementos gráficos utilizados na representação dos preços praticados pelo mercado lembrarem velas, distribuídas sobre a área do gráfico.
A análise se faz através da identificação de "figuras" formadas pelos "candles" (velas) em determinado ponto da tendência de mercado.
Os padrões de candles são úteis para um alarme antecipado de futuros movimentos dos preços, além de sevirem também como sinalizadores de suportes e resistências. Também são úteis para sinalizar mercado sobrevendido ou sobrecomprado.
Existem operadores que utilizam somente estes padrões para seus trades, porém recomenda-se seu uso em complemento a outros indicadores técnicos.

## Antecipando reversões de tendências
O principal objetivo da Análise Técnica por meio de candlesticks é prever mudanças nos movimentos de preços de um ativo (ações, mercadorias, etc.), de modo a identificar o melhor momento para comprá-lo ou vendê-lo.
Segundo a teoria dos Candlesticks as mudanças nos movimentos dos preços, ou reversões de tendências, pode ser prevista por meio da disposição dos candles, quando estes formam certos padrões conhecidos. A formação dos padrões, ou sinais, de reversão ocorre devido a fatores psicológicos e emocionais dos operadores do mercado.

## Significado de um Candlestick
O candlestick representa graficamente a variação de preços de um determinado ativo em uma unidade de tempo, nele estão representados:
- Preço de abertura - é o preço pelo qual foi fechado o primeiro negócio do intervalo.
- Preço de fechamento - é o preço pelo qual foi fechado o último negócio do intervalo.
- Preço máximo - é o maior preço negociado no intervalo.
- Preço mínimo - é o menor preço negociado no intervalo.

O intervalo de tempo depende da análise que se deseja efetuar, podendo ser minutos, dia, semana, mês, etc. Por exemplo, especuladores que efetuam operações intraday (compra e venda no mesmo dia) utilizam gráficos em que cada candle representa intervalos de 1 min ou 5 min, já aqueles que efetuam operações que levam dias (swing traders) utilizam gráficos de candles diários.